# Crepidotus crocophyllus
Crepidotus crocophyllus är en svampart som först beskrevs av Miles Joseph Berkeley, och fick sitt nu gällande namn av Pier Andrea Saccardo 1884. Crepidotus crocophyllus ingår i släktet rödmusslingar och familjen Inocybaceae.   Inga underarter finns listade i Catalogue of Life.